# Les Yeux de la vengeance
Pour plus de détails, voir Fiche technique et Distribution.
Les Yeux de la vengeance ou Le Visage de la vengeance au Québec (A Face to Kill For) est un téléfilm américain diffusé en 1999 et réalisé par Michael Toshiyuki Uno.

## Synopsis
La vie dorée de Terry Chance bascule le jour où elle est arrêtée pour un crime qu'elle n'a pas commis. En prison, elle est victime d'une terrible agression qui la laisse défigurée. Après une intervention chirurgicale réussie, ses cicatrices disparaissent pour laisser place à un nouveau visage et à un nouvel espoir. À sa sortie de prison, elle décide d'utiliser son nouveau visage pour mettre au point un stratagème et prouver son innocence.

## Fiche technique
- Réalisation : Michael Toshiyuki Uno
- Année de production : 1999
- Durée : 87 minutes
- Format : 1,33:1, couleur
- Son : stéréo
- Dates de premières diffusions :  États-Unis : 14 avril 1999 sur USA Network
- genre : drame

## Distribution
- Crystal Bernard : Allison Bevens
- Doug Savant : Virgil
- Billy Dean : Sam
- Claire Rankin : Julia
- Bonnie Gallup : Marion